# Campionati mondiali di ginnastica artistica 1997
I Campionati mondiali di ginnastica artistica 1997 sono stati la 33ª edizione della competizione. Si sono svolti a Losanna, in Svizzera.

## Podi
| Evento                 | Oro | Argento | Bronzo                                                                                                   |
| Uomini                 | | | |
| Squadre                | Cina Shen Jian Li Xiaopeng Huang Xu Lu Yufu Xiao Junfeng Zhang Jinjing                                  | Bielorussia Ivan Ivankoŭ Vital' Rudnicki Dzmitryj Kaspjarovič Aljaksandr Šostak Ivan Paŭloŭski Aljaksej Sinkevič | Russia Dmitrij Vasilenko Aleksej Bondarenko Aleksej Voropaev Aleksej Nemov Evgenij Žukov Nikolaj Krjukov |
| All-Around             | Ivan Ivankoŭ                                                                                            | Aleksej Bondarenko                                                                                               | Naoya Tsukahara                                                                                          |
| Corpo libero           | Aleksej Nemov                                                                                           | Dmitrij Karbanenko                                                                                               | Li Xiaopeng                                                                                              |
| Cavallo con maniglie   | Valerij Belen'kij                                                                                       | Eric Poujade | Pae Gil-su                                                                                               |
| Anelli                 | Yuri Chechi                                                                                             | Szilveszter Csollány                                                                                             | Ivan Ivankoŭ                                                                                             |
| Volteggio              | Sergej Fedorčenko                                                                                       | Nikolaj Krjukov                                                                                                  | Adrian Ianculescu                                                                                        |
| Parallele simmetriche  | Zhang Jinjing                                                                                           | Li Xiaopeng | Naoya Tsukahara                                                                                          |
| Sbarra                 | Jani Tanskanen                                                                                          | Jesús Carballo                                                                                                   | Oleksandr Bereš                                                                                          |
| Donne                  | | | |
| Squadre                | Romania Simona Amânar Claudia Presăcan Gina Gogean Alexandra Marinescu Corina Ungureanu Mirela Tugurlan | Russia Svetlana Chorkina Elena Produnova Evgenija Kuznecova Svetlana Bachtina Elena Dolgopolova Elena Groševa    | Cina Liu Xuan Kui Yuanyuan Meng Fei Bi Wenjing Mo Huilan Zhou Duan                                       |
| All-Around             | Svetlana Chorkina                                                                                       | Simona Amânar | Elena Produnova                                                                                          |
| Volteggio              | Simona Amânar                                                                                           | Zhou Duan | Gina Gogean                                                                                              |
| Parallele asimmetriche | Svetlana Chorkina                                                                                       | Meng Fei | Bi Wenjing                                                                                               |
| Trave                  | Gina Gogean                                                                                             | Svetlana Chorkina                                                                                                | Kui Yuanyuan                                                                                             |
| Corpo libero           | Gina Gogean                                                                                             | Svetlana Chorkina                                                                                                | Elena Produnova                                                                                          |

## Medagliere
| Posiz. | Nazione        | Oro | Argento | Bronzo | Totale |
| ------ | -------------- | --- | ------- | ------ | ------ |
| 1      | Romania        | 4   | 1       | 2      | 7      |
| 2      | Russia         | 3   | 5       | 3      | 11     |
| 3      | Cina           | 2   | 3       | 4      | 9      |
| 4      | Bielorussia    | 1   | 1       | 1      | 3      |
| 5      | Finlandia      | 1   | 0       | 0      | 1      |
| 5      | Germania       | 1   | 0       | 0      | 1      |
| 5      | Italia         | 1   | 0       | 0      | 1      |
| 5      | Kazakistan     | 1   | 0       | 0      | 1      |
| 9      | Francia        | 0   | 2       | 0      | 2      |
| 10     | Ungheria       | 0   | 1       | 0      | 1      |
| 10     | Spagna         | 0   | 1       | 0      | 1      |
| 12     | Giappone       | 0   | 0       | 2      | 2      |
| 13     | Corea del Nord | 0   | 0       | 1      | 1      |
| 13     | Ucraina        | 0   | 0       | 1      | 1      |
| Totale | Totale         | 14  | 14      | 14     | 42     |